# Cidade Antiga de Berna
Cidade Antiga de Berna é o centro histórico da cidade suíça de Berna. Segue sendo um dos melhores testemunhos do urbanismo medieval na Europa, e, como tal, se inclui desde em 1983 no Patrimônio da Humanidade da UNESCO. 

## Historia
Fundada em 1191 por o duque Berchtold V da casa Zähringen, em uma colina rodeada por o Aar oferece una proteção natural por três lados, o outro lado está protegido pela muralha, a Torre do Relógio e os fossos. O plano foi elaborado de acordo com um principio urbanístico excepcionalmente claro. 
Depois da extinção da casa de Zähringen em 1218 a cidade passou a ser livre y obteve os privilégios do  imperador Enrique IV. Depois de um grave incêndio em 1405, a cidade foi reconstruída. 
Os edifícios e monumentos notáveis de este período são: 
- A Torre do Relógio "Zytgloggeturm" (construída no século XII e restaurada em 1771). Relógio Astronômico do século XVI.
- A colegiata, mais conhecida como  catedral, de estilo gótico tardio suíço (construído entre 1421 e fins do século XVI. Tem um campanário de 100 m de altura.
- As arquearias comerciais do século XV. Arquitetura característica,  balcões, torres nas esquinas soportales.
- As fontes do século XVI, decoradas com figuras alegóricas. Em todas as praças e ao longo das ruas.

A maior parte da cidade medieval que foi restaurada no século XVIII, mas tem conservado seu caráter original. 
Capital de Suíça desde 1848, grandes monumentos públicos afirmam sua nova função: 
- Palácio federal (construído entre 1894 e 1902),
- Museu de Belas Artes,
- Museu de Historia,
- Universidade.